# Доброницкий, Виктор Васильевич
Ви́ктор Васи́льевич Доброни́цкий (4 апреля 1910, Тула — 16 июня 1948, Москва) — советский оператор документального кино, фронтовой кинооператор Великой Отечественной войны. Лауреат четырёх Сталинских премий (1943, 1946, 1947, 1948).

## Биография
Родился в Туле.
Окончил операторский факультет Высшего государственного института кинематографии в 1935 году. С марта 1936 года — на Московской студии кинохроники (Центральная студия кинохроники — с 1940 года).
Во время Русско-японской войны снимал боевые действия на реке Халхин-Гол. Участник прорыва линии Маннергейма в советско-финской войне 1939—1940-х годов. С начала Великой Отечественной войны — оператор киногруппы Северо-Западного и Западного фронтов. С апреля 1943 года — в Центральной оперативной и киногруппе 2-го Украинского фронта. Снимал в частях авиации дальнего действия.
По окончании войны вновь на Центральной студии документальных фильмов, кроме фильмов является автором около 300 сюжетов для кинопериодики: «Железнодорожник», «Звёздочка», «Новости дня», «Пионерия», «Советский спорт», «Советское искусство», «Социалистическая деревня», «Союзкиножурнал», «СССР на экране». 
Одним из первых занялся съёмками на цветную киноплёнку. Автор журнальных публикаций цветных фотографий, а также цветных фотооткрыток. Будучи технически грамотным специалистом, в 1948 году был приглашён преподавать во ВГИК.
Скончался 16 июня 1948 года от тяжёлой болезни.

### Семья
- Сестра — Софья Васильевна Доброницкая (1914—1990), участник Великой Отечественной войны[3].
- Сын — Виктор Викторович Доброницкий (род. 1944), советский и российский оператор[7].

- Внучка — Екатерина Викторовна Плеханова (род. 1985), российский художник.

## Фильмография
- 1935 — По Казахстану (в соавторстве)
- 1936 — Ала-Тау
- 1936 — Доклад Сталина И. В. о проекте Конституции СССР на чрезвычайном VIII Всесоюзном съезде Советов 25 ноября 1936 г. (в соавторстве)
- 1936 — Московский метрополитен
- 1937 — Навстречу ВСХВ (совместно с Д. Рымаревым)
- 1937 — Памяти Пушкина / Памяти великого поэта (совместно с И. Беляковым)
- 1937 — Победный финиш (совместно с П. Лампрехтом, К. Писанко)
- 1937 — Полёт героев (совместно с М. Ошурковым, С. Семёновым)
- 1937 — Северный полюс завоёван нами (совместно с М. Трояновским, С. Фоминым, К. Писанко, О. Рейзман)
- 1937 — Сыны трудового народа (в соавторстве)
- 1938 — Зимняя спартакиада
- 1938 — Красноармейские таланты
- 1938 — Навстречу ВСХВ (совместно с Д. Рымаревым)
- 1938 — Песня молодости (в соавторстве)
- 1938 — Серго Орджоникидзе (в соавторстве)
- 1938 — У южных границ (совместно с М. Ошурковым)
- 1939 — XVIII съезд ВКП(б) (5 выпусков; в соавторстве)
- 1939 — Великая присяга (в соавторстве)
- 1939 — К событиям на реке Халхин-Гол (в соавторстве)
- 1939 — Открытие ВСХВ (в соавторстве)
- 1940 — VI сессия Верховного Совета СССР I созыва (3 выпуска; в соавторстве)
- 1940 — XXIII Октябрь (в соавторстве)
- 1940 — Казахстан (20 лет) (совместно с М. Трояновским, А. Брантманом, Б. Маневичем, И. Теплухиным)
- 1940 — Линия Маннергейма (в соавторстве)
- 1941 — Первое Мая (в соавторстве)
- 1942 — Концерт фронту (в соавторстве)
- 1943 — XXVI Октябрь. Год великих побед (в соавторстве)
- 1943 — Конференция трёх министров (в соавторстве)
- 1943 — Крылья народа (не выпущен; в соавторстве)
- 1943 — Орловская битва (в соавторстве)
- 1943 — Пребывание президента Чехословацкой республики Э. Бенеша в Москве (в соавторстве)
- 1943 — ЦАГИ (в соавторстве)
- 1944 — XXVII Октябрь. Доклад Председателя Государственного Комитета Обороны товарища И. В. Сталина на торжественном заседании Московского Совета депутатов трудящихся с партийными и общественными организациями г. Москвы 6 ноября 1944 года (в соавторстве)
- 1944 — Возрождение Сталинграда (в соавторстве)
- 1944 — За честь, свободу и независимость (Митинг славянских воинов в Москве) / На митинге славян-воинов в Москве (в соавторстве)
- 1944 — Конвоирование военнопленных немцев через Москву / Проконвоирование военнопленных немцев через Москву / Пленные немцы в Москве (в соавторстве)
- 1944 — К пребыванию в Москве главы Временного Правительства Французской республики генерала де Голля и министра иностранных дел г-на М. Бидо (в соавторстве)
- 1944 — Кубок СССР по футболу (в соавторстве)
- 1944 — На стадионе «Динамо» (в соавторстве)
- 1944 — Прибытие в Москву главы Временного Правительства Французской республики генерала де Голля (в соавторстве)
- 1945 — Берлинская конференция (цветной и ч/б вариант; в соавторстве)
- 1945 — Кинодокументы о зверствах немецко-фашистских захватчиков (в соавторстве)
- 1945 — Киноконцерт (совместно с С. Семёновым)
- 1945 — Крымская конференция (в соавторстве)
- 1945 — Освобождённая Чехословакия (в соавторстве)
- 1945 — Парад Победы (цветной и ч/б вариант; в соавторстве)
- 1945 — Победа на Правобережной Украине и изгнание немецких захватчиков за пределы украинских советских земель (в соавторстве)
- 1946 — XXIX Октябрь (в соавторстве)
- 1946 — День танкистов (в соавторстве)
- 1946 — Кубок СССР «Спартак» (Москва) — «Динамо» Тбилиси (в соавторстве)
- 1946 — Молодость нашей страны (совместно с М. Трояновским, С. Семёновым)
- 1946 — Первое Мая (цветной вариант; в соавторстве)
- 1947 — Великий всенародный праздник (в соавторстве)
- 1947 — Всесоюзный парад физкультурников 1947 года (цветной и ч/б вариант; в соавторстве)
- 1947 — День победившей страны (в соавторстве)
- 1947 — Москва — столица СССР (в соавторстве)
- 1947 — Первое Мая (цветной и ч/б вариант; в соавторстве)
- 1947 — Слава Москве / 800-летие Москвы (в соавторстве)
- 1947 — Советские инженеры (совместно с К. Широниным)

## Из воспоминаний коллег
…Виктор Доброницкий, говоря без преувеличения, был гордостью нашей кинохроники. Мастер событийного кинорепортажа, он был автором великолепных индустриальных сюжетов, рассказов о людях труда. Удивительное было у него владение светом, композицией кадра. Был он мастером на все руки. Великолепным механиком, знатоком киноаппаратуры, через год после того, как вышел из стен института кинематографии, Доброницкий стал в первый ряд мастеров советского документального кино.
— Роман Кармен, «Но пасаран!» 1972

Мне повезло с напарником, очень повезло. На фронте я работал, главным образом, с В. Доброницким. Он был «старшим» в нашем звене. Это был талантливый оператор, настоящий кинохроникёр-универсал, одинаково хорошо снимавший и события, и организованные кадры со светом. Доброницкий был признанным мастером репортажа. Он очень быстро ориентировался, снимал уверенно в любых условиях — в жару, в мороз, в пыли и под дождём. В его материале никогда не было ни творческого, ни технического брака.
 В. Доброницкий был храбрым человеком и в то же время достаточно рассудительным и осторожным. В течение почти года совместной работы мы всё время были в передовых частях 11-й и 27-й армий.
— Владимир Головня, из книги «Плачьте, но снимайте! Советская фронтовая кинохроника 1941–1945 гг.» 2018

## Награды и премии
- Сталинская премия второй степени (19 марта 1943) — за фронтовые съёмки для «Союзкиножурнала» (1942)[2][10];
- орден Красного Знамени (14 апреля 1944) — за фронтовые киносъёмки[2]
- медаль «За победу над Германией в Великой Отечественной войне 1941-1945 гг.» (1945)[3];
- Сталинская премия первой степени (26 января 1946) — за фильм «Возрождение Сталинграда» (1944)[2];
- Сталинская премия первой степени (10 июня 1947) — за цветной фильм «Молодость нашей страны» (1947)[2];
- Сталинская премия второй степени (2 апреля 1948) — за фильм «Москва — столица СССР» (1947)[2];
- Чехословацкий Военный крест[2].